# Tramway de Rotterdam
Le tramway de Rotterdam (en néerlandais : Rotterdamse tram) est une partie du réseau de transports en commun de la ville néerlandaise de Rotterdam. Créé en 1879, il est exploité par le réseau de transport rotterdamois RET depuis 1927. Le réseau compte actuellement 9 lignes régulières et 3 lignes occasionnelles.
C'est la plus petite entreprise de tramway néerlandaise. L'écartement des rails est de 1 435 mm (voie normale), la tension de la ligne est de 600 volts et le réseau de tramway est adapté pour les engins unidirectionnels.

## Histoire

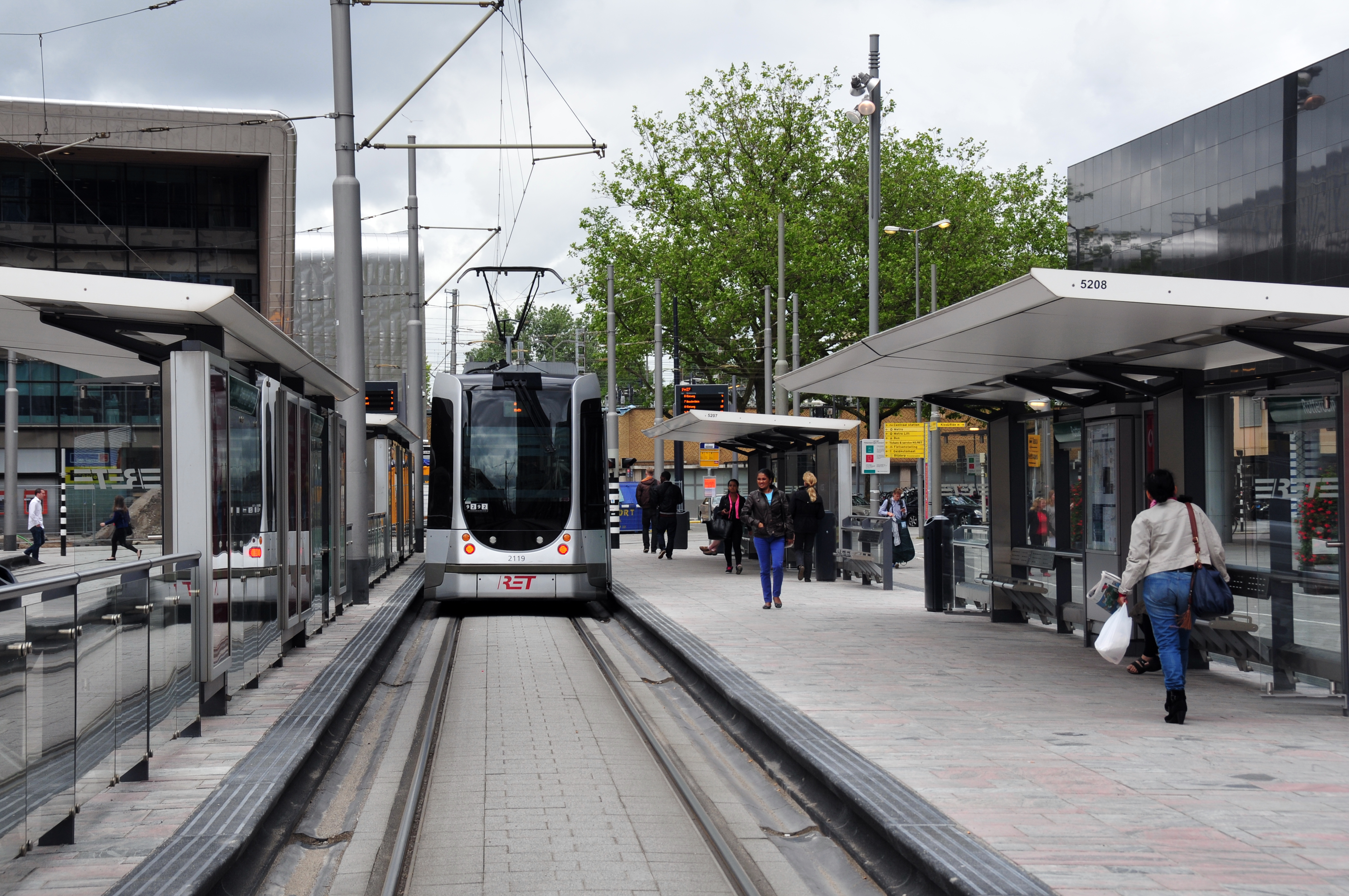
Une rame Citadis entrant dans une station.

La première société de tramway privée est la RTM, Rotterdamsche Tramweg Maatschappij (« Société du tramway de Rotterdam »), fondée en 1878 pour exploiter le premier tramway hippomobile de Rotterdam, qui ouvre en 1879. Jusqu'à 1904, la RTM utilise deux tramways hippomobiles et des tramways à vapeur dans et autour de la ville.
En 1904, une nouvelle société privée lui succède, la RETM, Rotterdamsche Electrische Tramweg Maatschappij (« Société de tramway électrique de Rotterdam ») qui met en place l'électrification des lignes de tramway. La première ligne électrique, la ligne 1 (Honingerdijk - Beurs - Park) est mise en service 18 septembre 1905.
Plusieurs années de négociations, dans les années 1920, ont abouti à la cession de la RETM à la commune de Rotterdam. Le 4 avril 1927, le conseil communal approuve le projet de transfert, et le 15 octobre 1927, la RETM prend le statut de société municipale de transport et l'intitulé  RET (Rotterdamsche Elektrische Tram, « tram électrique de Rotterdam »). Elle emploie alors 1 903 agents.

## Réseau
Les neuf lignes de tramway suivantes font partie du système de transport en commun régulier de Rotterdam :
| Ligne | Parcours                        | Route | Particularités                                                |
| ----- | ------------------------------- | --- | ------------------------------------------------------------- |
| 2     | Groene Tuin ↔ Charlois          | Maasstad Ziekenhuis, Station Lombardijen, Hillevliet - Maashaven, Charlois                                                                                   |                                                               |
| 4     | Molenlaan ↔ Marconiplein        | Station Noord, Rotterdam-Central, Eendrachtsplein, Delfshaven                                                                                                |                                                               |
| 7     | Woudestein ↔ Willemsplein       | Université Érasme, Voorschoterlaan, Oostplein, Rotterdam-Central, Eendrachtsplein                                                                            |                                                               |
| 8     | Kleiweg ↔ Spangen               | Station Noord, Rotterdam-Central, Beurs, Leuvehaven, Erasmus MC, Delfshaven, Marconiplein                                                                    |                                                               |
| 20    | Lombardijen ↔ Rotterdam-Central | Maasstad Ziekenhuis, Station Lombardijen, Wilhelminaplein, Eendrachtsplein                                                                                   | Ne fonctionne pas le soir après 20 h 00 et le dimanche matin. |
| 21    | De Esch ↔ Schiedam-Woudhoek     | Woudestein, Oostplein, Station Blaak, Beurs, Rotterdam-Central, Marconiplein, Station Schiedam Centrum, Station Nieuwland                                    | Ne fonctionne pas le soir après 20 h 00 et le dimanche matin. |
| 23    | Beverwaard ↔ Marconiplein       | Keizerswaard, Stadion Feijenoord, Wilhelminaplein, Leuvehaven, Beurs, Rotterdam-Central                                                                      |                                                               |
| 24    | De Esch ↔ Holy                  | Woudestein, Oostplein, Station Blaak, Beurs, Rotterdam-Central, Marconiplein, Schiedam-Centre, Station Nieuwland                                             |                                                               |
| 25    | Carnisselande ↔ Schiebroek      | Erasmus MC-Daniël Den Hoedkliniek,Randweg, Beijerlandselaan, Wilhelminaplein, Leuvehaven, Beurs, Rotterdam Centraal, Sint Franciscus Gasthuis, Melanchtonweg |                                                               |

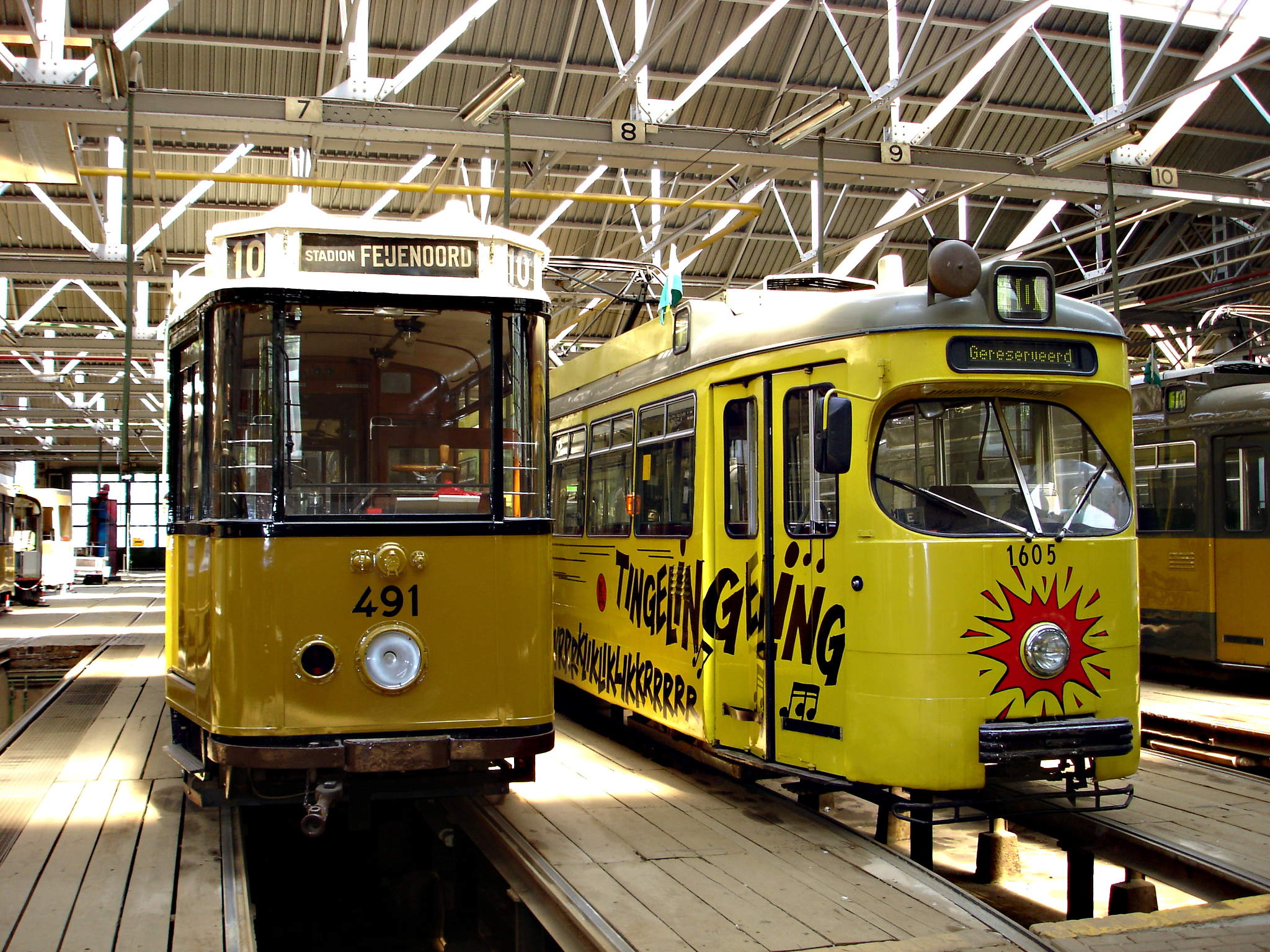
Depot Hillegersberg

La Fondation RoMeO (Musée des transports publics de Rotterdam et exploitation des voitures anciennes) a été créée en 1997 pour rassembler les différentes collections historiques de la Rotterdam Transport Authority. La collection commune se compose actuellement de plus de soixante tramways, vingt bus et un métro de 1967. Une partie de la collection est représentée dans la ville en mouvement. Depuis 2010, le musée des transports de Rotterdam est installé dans le monumental dépôt de tramway Hillegersberg de 1923.
Les trois lignes de tramway suivantes sont des lignes saisonnières ou des lignes spéciales:
| Ligne | Parcours                                              | Via                                 | Particularités |  |
| ----- | ----------------------------------------------------- | ----------------------------------- | --- |  |
| 10    | Citytour                                              | Rotterdam-Centre, Erasmus MC        | Fonctionne seulement pendant l'été comme tram touristique, après l'été, le tram est disponible à la location pour des fêtes ou des mariages. Seuls les trams historiques de Rotterdam sont utilisés pour cette ligne. |  |
| 12    | Rotterdam-Central ↔ (Stade de Feyenoord) - Beverwaard | Bourse, Leuvehaven, Wilhelminaplein | Tram de Football : ne fonctionne que pendant les grands événements ou les grands matchs à De Kuip (stade de Feyenoord).                                                                                               |  |
| 18    | Rotterdam-Central ↔ Pelgrimsstraat                    |                                     | Ne fonctionne que pendant le festival Dunya annuel. |  |